# Échantillonnage de Fowler
Pour les articles homonymes, voir Fowler.

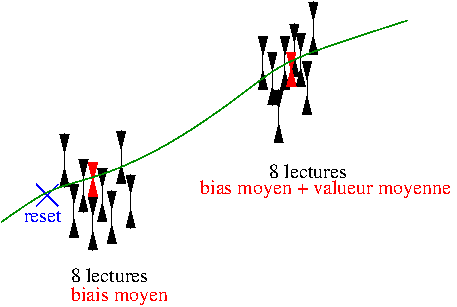
Plusieurs lectures en début et fin d'intégration diminuent le bruit si le détecteur est limité par le bruit à haute fréquence.

L´échantillonnage de Fowler est une méthode de lecture des détecteurs infrarouges destinée à diminuer le bruit au détriment de la rapidité. Elle consiste à opérer plusieurs lectures non destructives au début et en fin d'intégration. Elle fut proposée dans un contexte astrophysique par Albert Fowler et Ian Gatley au début des années 1990.
Lorsque N lectures sont opérées, la réduction du bruit par rapport à la double lecture corrélée est d'un facteur √N lorsque le facteur déterminant est le bruit à haute fréquence. Couramment, le nombre de lectures est de 8 à 32 pour une réduction du bruit d'un facteur 3 à 6.